# Selbach
Selbach é um município brasileiro do estado do Rio Grande do Sul.

## História
Selbach é uma cidade colonizada por imigrantes de origem alemã, porém a maioria já estava no Rio Grande do Sul, instalados na região do Vale do Rio dos Sinos. Em 1897, o coronel Jacob Selbach Júnior adquiriu do governo federal as terras onde hoje se localiza o município, que pertenciam ao município de Carazinho. O pedaço de terra adquirido foi dividido em lotes que eram vendidos a colonos que precisavam atender a três requisitos: ser agricultor, ser católico e ser de origem alemã. O coronel Selbach acreditava que sendo todos da mesma religião e raça viveriam melhor em comunidade e facilitaria a implantação de núcleos educacionais (escolas), já que estas eram de responsabilidade de congregações missionárias. Foi assim que, a partir de 1905, começaram a se instalar as primeiras famílias. Em seus pequenos lotes, no meio da floresta nativa. produziam milho, feijão, trigo, fumo, mandioca e batatas.
Logo que se estabeleceu o núcleo habitacional, o local passou a se chamar Selbach, em homenagem ao seu precursor e, desde então, sendo vila, leva este nome. Já pensaram em colocar outros nomes, mas estes nunca foram acolhidos pela população.
Pertencente a Carazinho no início, já foi também distrito de Passo Fundo, Carazinho, Boa Esperança (hoje Colorado) e, por último, de Tapera. Em 22 de setembro de 1965 veio a se tornar município, e foi oficialmente instalado em 13 de maio de 1966.